# (12360) Unilandes
(12360) Unilandes es un asteroide perteneciente al cinturón exterior de asteroides descubierto por Orlando Antonio Naranjo el 22 de septiembre de 1993 desde el Observatorio Astronómico Nacional de Llano del Hato, Mérida, Venezuela.

## Designación y nombre
Unilandes fue designado al principio como 1993 SQ3.
Más adelante, en 2004, se nombró por la Universidad de Los Andes, en Mérida, Venezuela.

## Características orbitales
Unilandes orbita a una distancia media del Sol de 3,207 ua, pudiendo acercarse hasta 2,586 ua y alejarse hasta 3,827 ua. Su inclinación orbital es 2,382 grados y la excentricidad 0,1935. Emplea en completar una órbita alrededor del Sol 2097 días. El movimiento de Unilandes sobre el fondo estelar es de 0,1716 grados por día.

## Características físicas
La magnitud absoluta de Unilandes es 13,4 y el periodo de rotación de 11,37 horas.